# مغنولية ألنية
ماغنوليا ألنية (الاسم العلمي:Magnolia allenii) هي نوع من النباتات تتبع جنس الماغنوليا من الفصيلة الماغنولية.